# 土橋町 (豊田市)
土橋町（つちはしちょう）は、愛知県豊田市の町名。現行行政地名は土橋町1丁目から8丁目。

## 地理
豊田市南西部、挙母地区の南部に位置し、東は鴻ノ巣町、西は深田町・清水町、南は曙町、北は元町に接する。

### 河川
- 逢妻男川

## 世帯数と人口
2021年（令和3年）9月1日現在の世帯数と人口は以下の通りである。
| 町丁   | 世帯数  | 人口   |
| ------ | ------- | ------ |
| 土橋町 | 873世帯 | 1857人 |

## 学区
市立小・中学校に通う場合、学区は以下の通りとなる。
| 番・番地等 | 小学校             | 中学校             | 高等学校普通科 |
| ---------- | ------------------ | ------------------ | -------------- |
| 全域       | 豊田市立土橋小学校 | 豊田市立竜神中学校 | 三河学区       |

## 歴史
加茂郡（西加茂郡）土橋村を前身とする。

### 沿革
- 1889年（明治22年）10月1日 - 町村制施行・合併に伴い、西加茂郡逢妻村大字土橋となる[1]。
- 1906年（明治39年）7月1日 - 合併に伴い、挙母町大字土橋となる[1]。
- 1951年（昭和26年）3月1日 - 市制施行に伴い、挙母市大字土橋となる[1]。
- 1959年（昭和34年）
  - 1月1日 - 豊田市大字土橋となる[1]。
  - 5月1日 - 挙母地区第2次町名変更に伴い、大字土橋の一部より土橋町が成立。残部が清水町・鴻ノ巣町・聖心町・元町・深田町となり廃止[1]。

## 施設

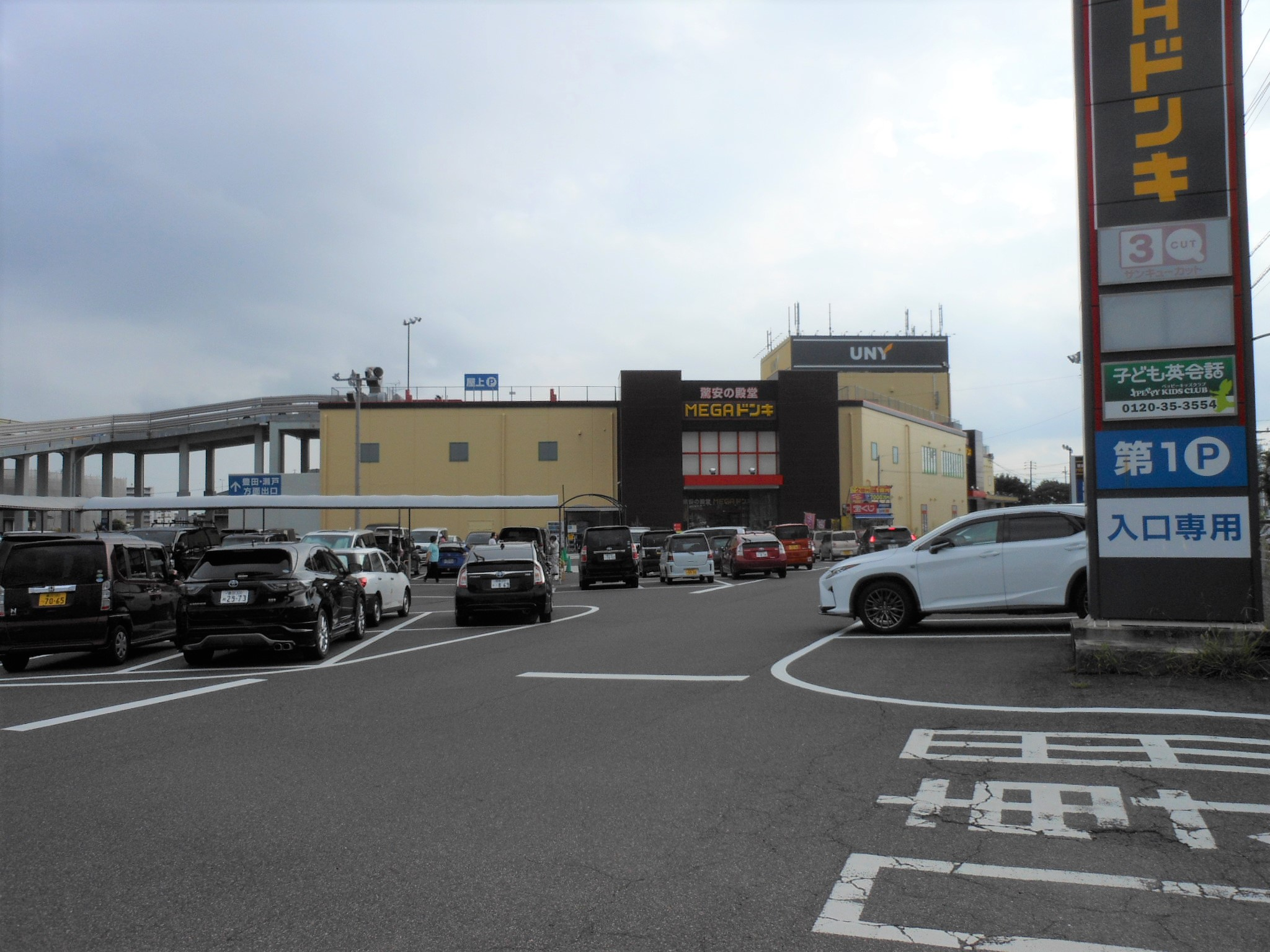
MEGAドン・キホーテUNY豊田元町店
- 豊田市立土橋小学校
- 豊田土橋郵便局
- JAあいち豊田土橋支店
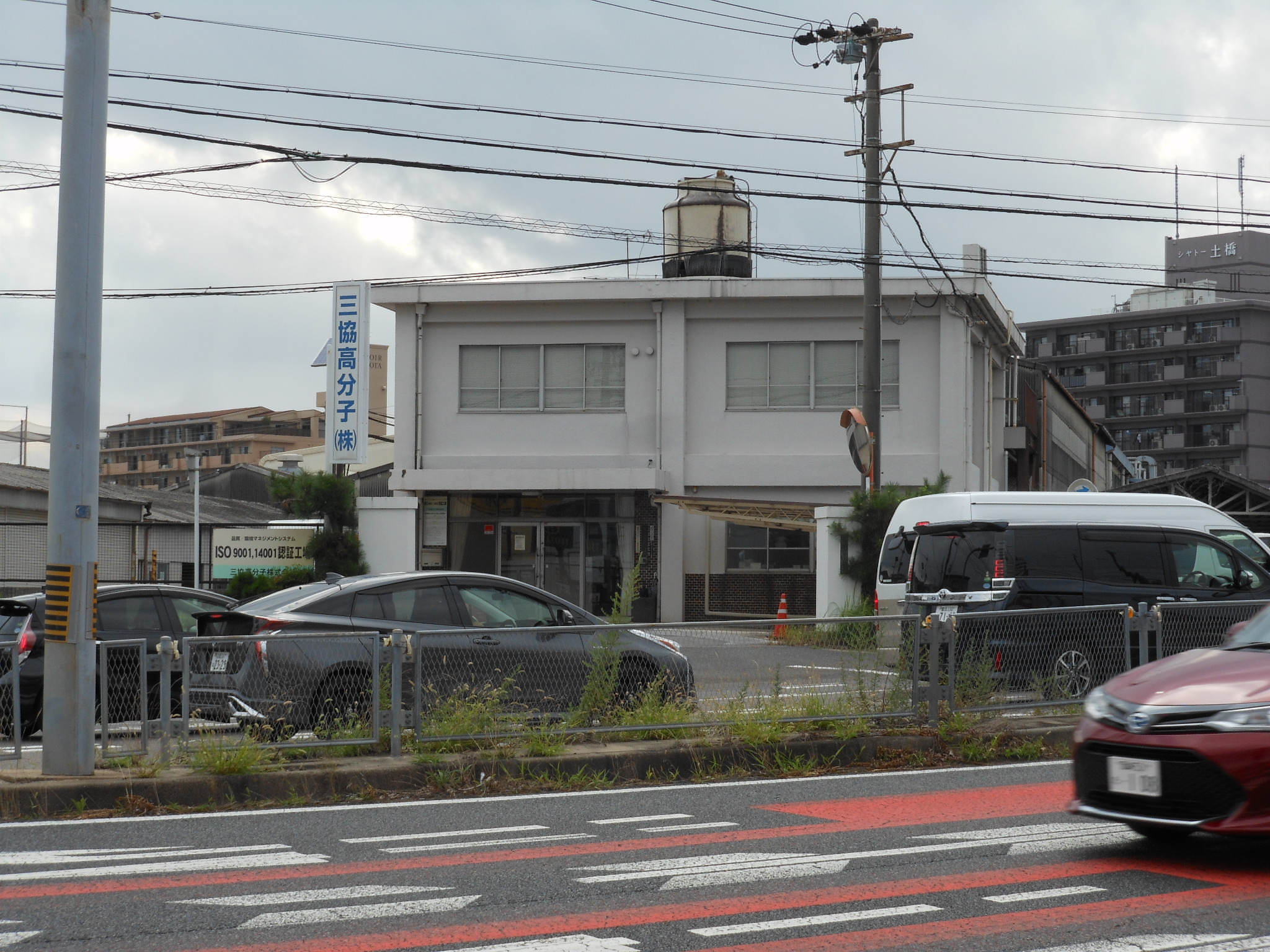
三協高分子本社
- トヨタ輸送豊田営業所
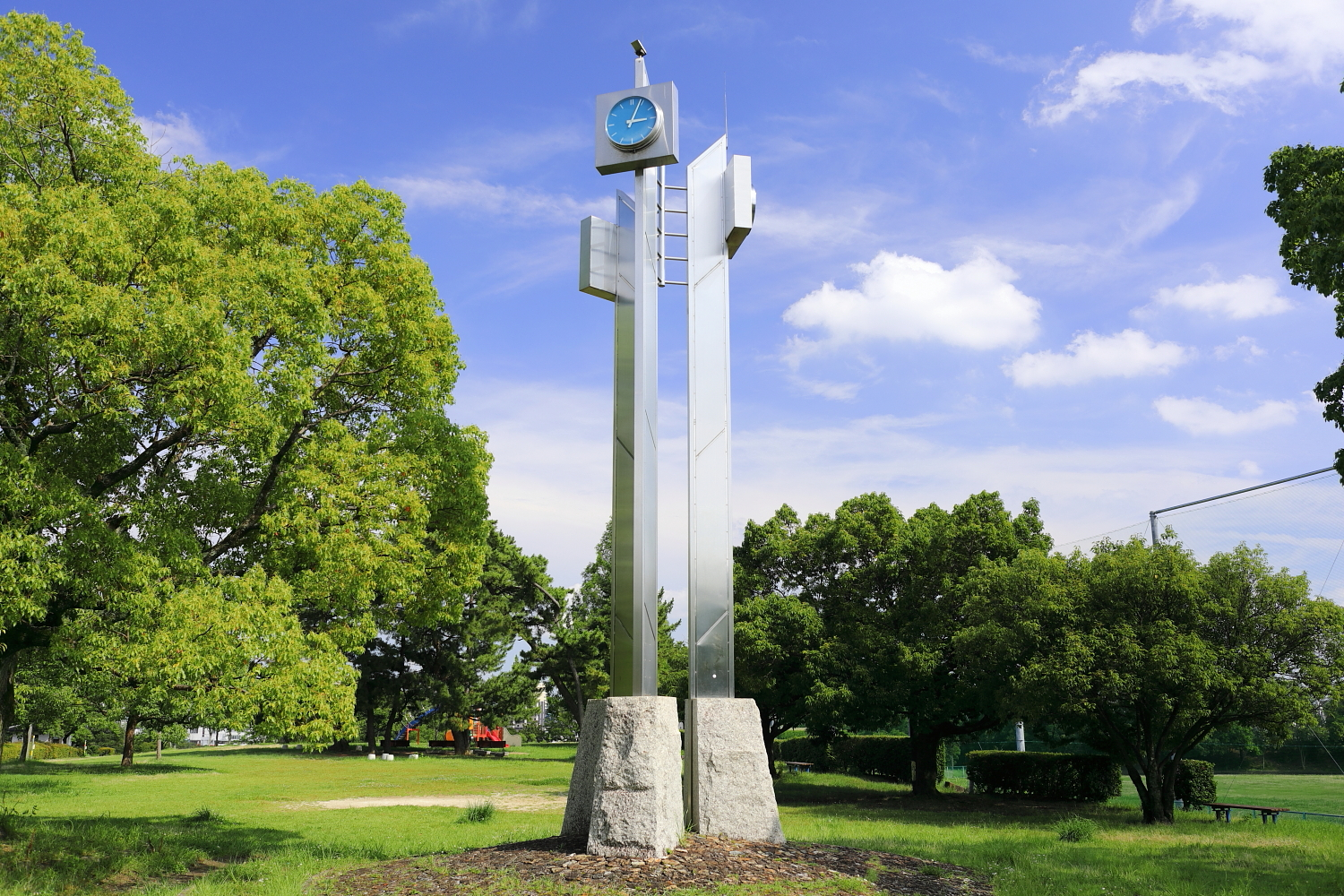
土橋公園
- 土橋八幡社
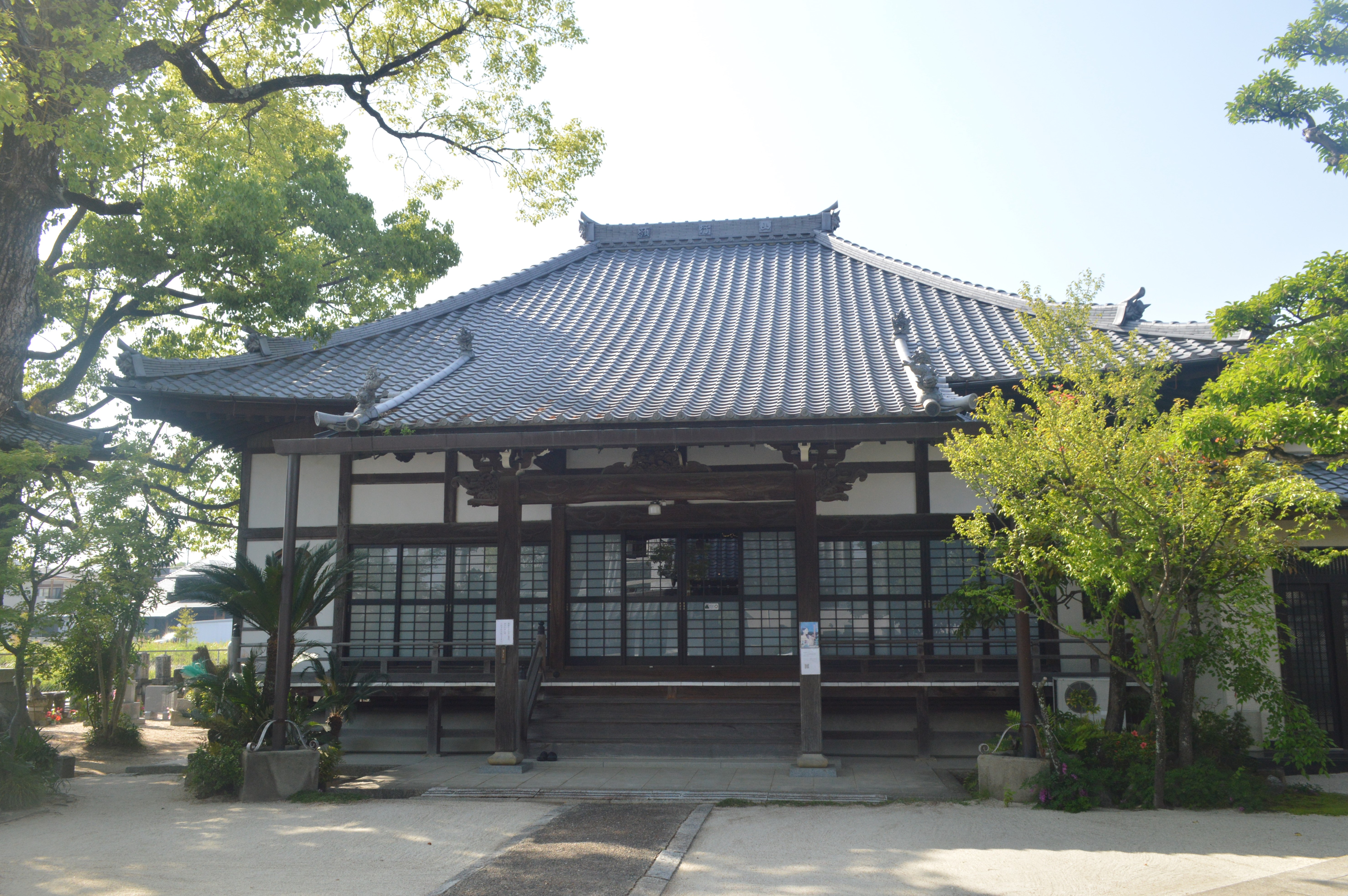
法雲寺

- MEGAドン・キホーテUNY豊田元町店
- 三協高分子本社
- 土橋公園
- 法雲寺

## 交通

### 鉄道
- 名鉄三河線 土橋駅

### 道路
- 国道419号
- 愛知県道76号豊田安城線（外環状線、愛知県道489号本地鴛鴨線・愛知県道491号豊田環状線重複）

## その他

### 日本郵便
- 郵便番号 : 471-0842[3]（集配局：豊田郵便局[7]）。